# مطلق الشمري
مطلق حمد الشمري مواليد 23 نوفمبر 1995 في السعودية، هو لاعب كرة قدم سعودي يلعب لنادي أبها.

## مسيرة اللاعب
لعب في نادي القيصومة ونادي أبها.